# Anton Tausche
Anton Tausche (* 27. Juli 1838 in Teplitz; † 20. November 1898 in Teplitz-Schönau) war ein böhmischer Lehrer und Politiker.

## Leben
Nach der Schulzeit in Teplitz studierte Tausche res rusticas (heute: Agrarwissenschaft) am deutschen Polytechnikum in Prag. Dort wurde er 1862 Mitglied des Corps Austria. Danach wechselte er an die Landwirtschaftliche Lehranstalt Ungarisch-Altenburg, wo er sein Studium 1864 als Agrarlehrer abschloss. Danach war er bis 1868 Inspektionsadjunkt auf den Gütern der Freiherren Zessner-Spitzenberg in Dobritschan bei Saaz und dann bis 1876 Wirtschaftsinspektor des Guts Weselicko bei Tábor. In diese Zeit fällt seine erste politische Tätigkeit als Vertreter in den Bezirksparlamenten von Mühlhausen in Südböhmen (heute: Milevsko) und Bochin.
1876/1877 war er als landwirtschaftlicher Wanderlehrer tätig. Sein besonderes Interesse dabei war es, den Landwirten nach einer Missernte 1876 Verbesserungen im Kartoffelanbau zu vermitteln. Diese Tätigkeit war so erfolgreich, dass er 1877 durch das Ministerium für Ackerbau zum Landes-Wanderlehrer des Landeskulturrats für alle deutschen Bezirke im Königreich Böhmen ernannt wurde. Nachdem Tausche 1879 als Abgeordneter der Bezirke Eger, Wildstein und Asch in den Reichsrat gewählt wurde, musste er auf Druck des Ministeriums die Stelle als Wanderlehrer aufgeben, weil diese Tätigkeit mit der Stellung eines Reichsratsabgeordneten für unvereinbar gehalten wurde. 
Tausche war bis 1897 Mitglied des Reichsrats und zugleich von 1883 bis zu seinem Tod auch Abgeordneter im  Böhmischen Landtag für Kaaden-Preßnitz-Duppau.

## Auszeichnungen
- Ehrenbürger von  Sonnenberg im Erzgebirge, für seine Verdienste um den Ackerbau

## Werke
- Gemeinfaßliche Anleitung zum einträglichen Kartoffelbau, Prag 1878
- Gemeinfaßliche Anleitung zur rationellen Düngerwirthschaft, Prag 1879
- Was für die Hebung des Obstbaues besonders in Böhmen noth thut, Prag 1882
- Der Schulgarten in landwirtschaftlicher Beziehung. Eine Artikelreihe mit bunten Winken für Errichtung, Betrieb und Nützung insbesondere landwirtschaftlicher Schulgärten, Reichenberg 1886